# Michele Rosa (calciatore)
Michele Rosa (fl. XX secolo) è stato un calciatore italiano, di ruolo portiere.

## Carriera
Fu uno dei primi portieri della storia della Juventus, in cui militò per una sola stagione. Fece il suo esordio l'8 novembre 1914 contro la Valenzana in una vittoria per 6-0, mentre la seconda partita fu contro il Veloces Biella il 6 dicembre 1914 in una vittoria per 5-0. Nella sua breve militanza alla Juve non subì nessuna rete.

## Statistiche

### Presenze e reti nei club
| Stagione        | Club            | Campionato      | Campionato | Campionato |
| Stagione        | Club            | Comp            | Pres       | Reti       |
| --------------- | --------------- | --------------- | ---------- | ---------- |
| 1914-1915       | Juventus        | Prima Categoria | 2          | 0          |
| Totale Juventus | Totale Juventus |                 | 2          | 0          |
| Totale carriera | Totale carriera |                 | 2          | 0          |